# Andunge
Andunge är en entyps segelbåt på 22 fot, som konstruerades 1944 av den norske båtkonstruktören och civilingenjören Thorvald Gjerdrum, båtkonstruktör och nybliven civilingenjör vid Norges tekniske høgskole. Den har plats för tre personer.
Jan Mathisen (död 2005) i Børsholmen i Norge var den som skisserade kraven på båten 1943 för dåvarande Blakstad Seilforening, nuvarande Asker Seilforening, i Asker. Det första exemplaret byggdes 1945 av Anker & Jensens varv i Vollen i Asker.
Skåléns Båtbyggeri i Säffle har byggt minst ett 60-tal exemplar i trä av Andunge till bröderna Seldén i Långedrag. Också Tore och Ante Larsson i Kungsviken på Orust och från 1963 Roland Persson i Lilla Kålvik i Hälleviksstrand har byggt ett stort antal av Andunge. Lilla Kålviks Båtbyggeri gör fortfarande enstaka Andunge i trä (2021).
Andunge har senare byggts i plast i Norge med den sista Norge-byggda Andungen i trä (N40) som plugg till plastbåten. 
I Norge finns 176 exemplar registrerade och i Sverige omkring 125.